# James M. Schopf
James Morton Schopf (* 2. Juni 1911 in Cheyenne, Wyoming; † 15. September 1978) war ein US-amerikanischer Paläontologe und Geologe. Er befasste sich insbesondere mit Paläobotanik und die Geologie und Paläontologie von Steinkohle.
Schopf studierte Botanik an der University of Illinois, an der er 1932 seinen Master-Abschluss erwarb und 1937 promoviert wurde. Ab 1934 war er in der Abteilung Kohle des Illinois State Geological Survey unter Gilbert H. Cady. Dort befasste er sich mit allen Aspekten der Geologie und Paläontologie von Kohle und speziell der darin vorkommenden Pflanzen einschließlich des Studiums von Sporen und Pollen (Palynologie), deren Klassifikation und Anwendung in der Stratigraphie. Ab 1943 war er am Bureau of Mines in Pittsburgh, wo er über Ursprung und Klassifikation von Steinkohle forschte. Ab 1947 war er in der Abteilung Paläontologie und Stratigraphie des US Geological Survey in Washington, D.C. Dort blieb er bis auf die Zeit von 1950 bis 1961 am U.S. Geological Laboratory an der Ohio State University (während dieser Zeit forschte er in der Antarktis), bis zu seiner Pensionierung 1976.
Er erhielt den Merit Award und Distinguished Paleobotanical Award der Botanical Society of America, den Antarctic Service Award, die Mary Clark Thompson Medal der National Academy of Sciences, den Gilbert H. Cady Award der Geological Society of America und die Paleontological Society Medal. Der Mount Schopf in der Antarktis ist nach ihm benannt.

## Schriften
- Spores from the Herrin (no. 6) coal bed in Illinois, Urbana 1938
- Contributions to Pennsylvanian paleobotany Mazocarpon oedipternum, sp. nov. and Sigillarian relationships, Illinois State Geological Survey, Report 75, Urbana 1941
- Pteridosperm male fructifications; American species of Dolerotheca, with notes regarding certain allied forms, Illinois State Geological Survey, Report 142, Urbana 1949
- mit L. R. Wilson, Ray Bentall An Annotated Synopsis of Paleozoic Fossil Spores and the Definition of Generic Groups, Illinois State Geological Survey, Report 91, Urbana 1944
- Forms and facies of Vertebraria in relation to Gondwana coal, American Geophysical Union 1982
- Variable coalification; the processes involved in coal formation, Economic Geology, Band 43, 1948, S. 207–225.
- A definition of coal, Economic Geology, Band 51, 1956, 521